# Kommissar Rex/Episodenliste
Diese Episodenliste enthält alle Episoden der österreichischen Fernsehserie Kommissar Rex, welche am 10. November 1994 auf dem Sender ORF 1 das erste Mal ausgestrahlt wurde.

## Staffel 1
| Nr. (ges.) | Nr. (St.) | Originaltitel                    | Erstausstrahlung Österreich | Regie               | Drehbuch                  |
| ---------- | --------- | -------------------------------- | --------------------------- | ------------------- | ------------------------- |
| 1          | 1         | Endstation Wien                  | 10. Nov. 1994               | Hajo Gies           | Peter Hajek & Peter Moser |
| 2          | 2         | Ein perfekter Mord               | 17. Nov. 1994               | Hajo Gies           | Peter Hajek & Peter Moser |
| 3          | 3         | Flucht in den Tod                | 24. Nov. 1994               | Oliver Hirschbiegel | Peter Hajek & Peter Moser |
| 4          | 4         | Der Tod der alten Damen          | 1. Dez. 1994                | Oliver Hirschbiegel | Peter Hajek & Peter Moser |
| 5          | 5         | Tanz auf dem Vulkan              | 8. Dez. 1994                | Detlef Rönfeldt     | Peter Hajek & Peter Moser |
| 6          | 6         | Die Tote von Schönbrunn          | 15. Dez. 1994               | Detlef Rönfeldt     | Peter Hajek & Peter Moser |
| 7          | 7         | Diagnose Mord                    | 22. Dez. 1994               | Detlef Rönfeldt     | Peter Hajek & Peter Moser |
| 8          | 8         | Ein feines Haus                  | 29. Dez. 1994               | Bodo Fürneisen      | Peter Hajek & Peter Moser |
| 9          | 9         | Amok                             | 5. Jan. 1995                | Bodo Fürneisen      | Peter Hajek & Peter Moser |
| 10         | 10        | Der erste Preis                  | 12. Jan. 1995               | Oliver Hirschbiegel | Peter Hajek & Peter Moser |
| 11         | 11        | Tödliche Teddys                  | 19. Jan. 1995               | Oliver Hirschbiegel | Peter Hajek & Peter Moser |
| 12         | 12        | Bring mir den Kopf von Beethoven | 26. Jan. 1995               | Oliver Hirschbiegel | Peter Hajek & Peter Moser |
| 13         | 13        | Unter den Straßen von Wien       | 2. Feb. 1995                | Oliver Hirschbiegel | Peter Hajek & Peter Moser |
| 14         | 14        | Schüsse auf Rex                  | 9. Feb. 1995                | Wolfgang Dickmann   | Peter Hajek & Peter Moser |

## Staffel 2
| Nr. (ges.) | Nr. (St.) | Originaltitel             | Erstausstrahlung Österreich | Regie               | Drehbuch                          |
| ---------- | --------- | ------------------------- | --------------------------- | ------------------- | --------------------------------- |
| 15         | 1         | Stumme Schreie            | 19. Okt. 1995               | Udo Witte           | Peter Hajek & Peter Moser         |
| 16         | 2         | Blutspuren                | 27. Okt. 1995               | Udo Witte           | Peter Hajek & Peter Moser         |
| 17         | 3         | Ein mörderischer Sommer   | 2. Nov. 1995                | Udo Witte           | Peter Hajek & Peter Moser         |
| 18         | 4         | Tödliche Verführung       | 9. Nov. 1995                | Wolfgang Dickmann   | Peter Hajek & Peter Moser         |
| 19         | 5         | Der maskierte Tod         | 16. Nov. 1995               | Herrmann Zschoche   | Peter Hajek & Peter Moser         |
| 20         | 6         | Die blinde Zeugin         | 23. Nov. 1995               | Hans Werner         | Peter Hajek & Peter Moser         |
| 21         | 7         | Gefährliche Jagd          | 30. Nov. 1995               | Hans Werner         | Peter Hajek & Peter Moser         |
| 22         | 8         | Tod eines Kindes          | 7. Dez. 1995                | Hans Werner         | Peter Hajek & Peter Moser         |
| 23         | 9         | Im Zeichen des Satans     | 14. Dez. 1995               | Hans Werner         | Peter Hajek & Peter Moser         |
| 24         | 10        | Der Duft des Todes        | 21. Dez. 1995               | Hans Werner         | Peter Hajek & Peter Moser         |
| 25         | 11        | Entführt                  | 28. Dez. 1995               | Wolfgang Dickmann   | Peter Hajek & Peter Moser         |
| 26         | 12        | Tödliche Dosis            | 11. Jan. 1996               | Bodo Fürneisen      | Peter Hajek & Oliver Hirschbiegel |
| 27         | 13        | Drei Sekunden bis zum Tod | 25. Jan. 1996               | Bodo Fürneisen      | Melitta Fitzer                    |
| 28         | 14        | Über den Dächern von Wien | 15. Feb. 1996               | Oliver Hirschbiegel | Peter Hajek & Peter Moser         |
| 29         | 15        | Stockis letzter Fall      | 22. Feb. 1996               | Oliver Hirschbiegel | Peter Hajek & Peter Moser         |

## Staffel 3
| Nr. (ges.) | Nr. (St.) | Originaltitel             | Erstausstrahlung Österreich | Regie               | Drehbuch                        |
| ---------- | --------- | ------------------------- | --------------------------- | ------------------- | ------------------------------- |
| 30         | 1         | Todesrennen               | 24. Okt. 1996               | Oliver Hirschbiegel | Peter Hajek & Peter Moser       |
| 31         | 2         | Stadt in Angst            | 31. Okt. 1996               | Oliver Hirschbiegel | Peter Hajek & Peter Moser       |
| 32         | 3         | Tod im Museum             | 7. Nov. 1996                | Oliver Hirschbiegel | Peter Hajek & Peter Moser       |
| 33         | 4         | Mörderische Leidenschaft  | 14. Nov. 1996               | Wolfgang Dickmann   | Peter Hajek & Peter Moser       |
| 34         | 5         | Annas Geheimnis           | 21. Nov. 1996               | Wolfgang Dickmann   | Peter Hajek & Peter Moser       |
| 35         | 6         | Der Puppenmörder          | 28. Nov. 1996               | Oliver Hirschbiegel | Peter Hajek & Peter Moser       |
| 36         | 7         | Unter Hypnose             | 5. Dez. 1996                | Wolfgang Dickmann   | Peter Hajek & Peter Moser       |
| 37         | 8         | Jagd nach einer Toten     | 12. Dez. 1996               | Wolfgang Dickmann   | Peter Hajek & Peter Moser       |
| 38         | 9         | Warum starb Romeo         | 19. Dez. 1996               | Oliver Hirschbiegel | Bernhard Schärfl                |
| 39         | 10        | Ein Engel auf vier Pfoten | 26. Dez. 1996               | Hans Werner         | Peter Hajek & Peter Moser       |
| 40         | 11        | Mord à la carte           | 2. Jan. 1997                | Oliver Hirschbiegel | Angelika Hager & Chuck Randolph |
| 41         | 12        | Blutrote Rosen            | 9. Jan. 1997                | Hans Werner         | Peter Hajek & Peter Moser       |

## Staffel 4
| Nr. (ges.) | Nr. (St.) | Originaltitel                       | Erstausstrahlung Österreich | Regie            | Drehbuch                  |
| ---------- | --------- | ----------------------------------- | --------------------------- | ---------------- | ------------------------- |
| 42         | 1         | Lebendig begraben                   | 8. Jan. 1998                | Peter Carpentier | Bernhard Schärfl          |
| 43         | 2         | Tod eines Schülers                  | 15. Jan. 1998               | Peter Carpentier | Ralph Werner              |
| 44         | 3         | Ein mörderischer Plan               | 22. Jan. 1998               | Peter Carpentier | Bernhard Schärfl          |
| 45         | 4         | Mosers Tod                          | 25. Jan. 1998               | Hans Werner      | Peter Hajek & Peter Moser |
| 46         | 5         | Der Neue                            | 1. Feb. 1998                | Udo Witte        | Peter Hajek & Peter Moser |
| 47         | 6         | Der Mann mit den tausend Gesichtern | 5. Feb. 1998                | Udo Witte        | Peter Hajek & Peter Moser |
| 48         | 7         | Die Verschwörung                    | 12. Feb. 1998               | Bodo Fürneisen   | Bernhard Schärfl          |
| 49         | 8         | Tödliche Leidenschaft               | 19. Feb. 1998               | Bodo Fürneisen   | Peter Hajek & Peter Moser |
| 50         | 9         | Geraubtes Glück                     | 26. Feb. 1998               | Bodo Fürneisen   | Peter Hajek & Peter Moser |
| 51         | 10        | Rache                               | 5. März 1998                | Peter Carpentier | Peter Hajek & Peter Moser |
| 52         | 11        | Der Voyeur                          | 12. März 1998               | Hans Werner      | Bernhard Schärfl          |
| 53         | 12        | Das letzte Match                    | 19. März 1998               | Hans Werner      | Peter Hajek & Peter Moser |
| 54         | 13        | Gefährlicher Auftrag                | 26. März 1998               | Hans Werner      | Peter Hajek & Peter Moser |

## Staffel 5
| Nr. (ges.) | Nr. (St.) | Originaltitel          | Erstausstrahlung Österreich | Regie            | Drehbuch                  |
| ---------- | --------- | ---------------------- | --------------------------- | ---------------- | ------------------------- |
| 55         | 1         | Die Todesliste         | 28. Jan. 1999               | Peter Carpentier | Peter Hajek, Peter Moser  |
| 56         | 2         | Furchtbare Wahrheit    | 4. Feb. 1999                | Peter Carpentier | Bernhard Schärfl          |
| 57         | 3         | Priester in Gefahr     | 11. Feb. 1999               | Peter Carpentier | Peter Hajek, Peter Moser  |
| 58         | 4         | Der Verlierer          | 18. Feb. 1999               | Michael Riebl    | Rigobert Mayer            |
| 59         | 5         | Trügerische Nähe       | 25. Feb. 1999               | Michael Riebl    | Bernhard Schärfl          |
| 60         | 6         | Rex rächt sich         | 4. März 1999                | Olaf Kreinsen    | Peter Hajek & Peter Moser |
| 61         | 7         | Blinde Wut             | 11. März 1999               | Olaf Kreinsen    | Peter Hajek, Peter Moser  |
| 62         | 8         | Giftgas                | 18. März 1999               | Bodo Fürneisen   | Peter Hajek & Peter Moser |
| 63         | 9         | Tödliche Geheimnisse   | 25. März 1999               | Olaf Kreinsen    | Bernhard Schärfl          |
| 64         | 10        | Das Testament          | 1. Apr. 1999                | Bodo Fürneisen   | Peter Hajek & Peter Moser |
| 65         | 11        | Mörderisches Spielzeug | 8. Apr. 1999                | Bodo Fürneisen   | Bernhard Schärfl          |
| 66         | 12        | Hetzjagd               | 15. Apr. 1999               | Hans Werner      | Bernhard Schärfl          |
| 67         | 13        | Sisi                   | 22. Apr. 1999               | Hans Werner      | Peter Hajek & Peter Moser |

## Staffel 6
| Nr. (ges.) | Nr. (St.) | Originaltitel              | Erstausstrahlung Österreich | Regie            | Drehbuch                  |
| ---------- | --------- | -------------------------- | --------------------------- | ---------------- | ------------------------- |
| 68         | 1         | Vollgas                    | 16. Feb. 2000               | Michael Riebl    | Peter Hajek, Peter Moser  |
| 69         | 2         | Kinder auf der Flucht      | 1. März 2000                | Peter Carpentier | Bernhard Schärfl          |
| 70         | 3         | Baby in Gefahr             | 8. März 2000                | Michael Riebl    | Peter Hajek, Peter Moser  |
| 71         | 4         | Telefonterror              | 15. März 2000               | Peter Carpentier | Peter Hajek, Peter Moser  |
| 72         | 5         | Eiskalt                    | 22. März 2000               | Michael Riebl    | Bernhard Schärfl          |
| 73         | 6         | Brudermord                 | 29. März 2000               | Michael Riebl    | Ralph Werner              |
| 74         | 7         | Tödliches Tarot            | 5. Apr. 2000                | Michael Riebl    | Ulrike und Hans Münch     |
| 75         | 8         | Der Vollmondmörder         | 12. Apr. 2000               | Hans Werner      | Peter Hajek & Peter Moser |
| 76         | 9         | Ein Toter kehrt zurück     | 19. Apr. 2000               | Hans Werner      | Bernhard Schärfl          |
| 77         | 10        | Tod per Internet           | 26. Apr. 2000               | Hans Werner      | Peter Hajek & Peter Moser |
| 78         | 11        | Jagd nach dem ewigen Leben | 3. Mai 2000                 | Bodo Fürneisen   | Peter Hajek, Peter Moser  |
| 79         | 12        | Das Millionenpferd         | 10. Mai 2000                | Bodo Fürneisen   | Peter Zingler             |

## Staffel 7
| Nr. (ges.) | Nr. (St.) | Originaltitel              | Erstausstrahlung Österreich | Regie             | Drehbuch                 |
| ---------- | --------- | -------------------------- | --------------------------- | ----------------- | ------------------------ |
| 80         | 1         | In letzter Sekunde         | 28. März 2001               | Gerald Liegel     | Peter Hajek, Peter Moser |
| 81         | 2         | Die Babydealer             | 4. Apr. 2001                | Michael Riebl     | Ralph Werner             |
| 82         | 3         | Der schöne Tod             | 11. Apr. 2001               | Michael Riebl     | Peter Hajek, Peter Moser |
| 83         | 4         | Der Bluff                  | 18. Apr. 2001               | Pete Ariel        | Rainer Hackstock         |
| 84         | 5         | Ein todsicherer Tipp       | 25. Apr. 2001               | Christian Görlitz | Peter Hajek, Peter Moser |
| 85         | 6         | Tödlicher Test             | 2. Mai 2001                 | Christian Görlitz | Bernhard Schärfl         |
| 86         | 7         | Besessen                   | 9. Mai 2001                 | Pete Ariel        | Peter Hajek, Peter Moser |
| 87         | 8         | Das Mädchen und der Mörder | 16. Mai 2001                | Pete Ariel        | Peter Zingler            |
| 88         | 9         | Der Tod kam Zweimal        | 23. Mai 2001                | Bodo Fürneisen    | Angelika Hager           |
| 89         | 10        | Strahlen der Rache         | 30. Mai 2001                | Christian Görlitz | Peter Hajek, Peter Moser |

## Staffel 8
| Nr. (ges.) | Nr. (St.) | Originaltitel              | Erstausstrahlung Österreich | Regie              | Drehbuch                 |
| ---------- | --------- | -------------------------- | --------------------------- | ------------------ | ------------------------ |
| 90         | 1         | Polizisten küsst man nicht | 9. Okt. 2002                | Hajo Gies          | Peter Hajek, Peter Moser |
| 91         | 2         | Tricks an der Theke        | 16. Okt. 2002               | Gerald Liegel      | Peter Hajek, Peter Moser |
| 92         | 3         | Senkrecht in den Tod       | 23. Okt. 2002               | Andreas Prochaska  | Carl-Christian Demke     |
| 93         | 4         | Ein Zeuge auf vier Pfoten  | 30. Okt. 2002               | Michael Riebl      | Carl-Christian Demke     |
| 94         | 5         | Wenn Kinder sterben wollen | 6. Nov. 2002                | Andreas Prochaska  | Ralf Kinder              |
| 95         | 6         | Bis zur letzten Kugel      | 13. Nov. 2002               | Wilhelm Engelhardt | Peter Moser              |
| 96         | 7         | Die Taten der Toten        | 20. Nov. 2002               | Wilhelm Engelhardt | Bernhard Schärfl         |
| 97         | 8         | Einer stirbt immer         | 27. Nov. 2002               | Michael Riebl      | Karl Benedikter          |
| 98         | 9         | Blond, hübsch, tot         | 4. Dez. 2002                | Andreas Prochaska  | Peter Hajek, Peter Moser |
| 99         | 10        | Happy Birthday             | 11. Dez. 2002               | Wilhelm Engelhardt | Peter Hajek, Peter Moser |
| 100        | 11        | Verliebt in einen Mörder   | 18. Dez. 2002               | Hajo Gies          | Peter Hajek, Peter Moser |
| 101        | 12        | Berühmt um jeden Preis     | 8. Jan. 2003                | Hajo Gies          | Bernhard Schärfl         |
| 102        | 13        | Der Fluch der Mumie        | 15. Jan. 2003               | Gerald Liegel      | Peter Hajek, Peter Moser |

## Staffel 9
| Nr. (ges.) | Nr. (St.) | Originaltitel              | Erstausstrahlung Österreich | Regie             | Drehbuch                 |
| ---------- | --------- | -------------------------- | --------------------------- | ----------------- | ------------------------ |
| 103        | 1         | Attentat auf Rex           | 27. Nov. 2003               | Michael Riebl     | Peter Hajek, Peter Moser |
| 104        | 2         | Wofür Kinder leiden müssen | 4. Dez. 2003                | Andreas Prochaska | Peter Hajek, Peter Moser |
| 105        | 3         | Ettrichs Taube             | 11. Dez. 2003               | Gerald Liegel     | Karl Benedikter          |
| 106        | 4         | Vitamine zum Sterben       | 18. Dez. 2003               | Michael Riebl     | Peter Moser              |
| 107        | 5         | Nachts im Spital           | 15. Jan. 2004               | Andreas Prochaska | Bernhard Schärfl         |
| 108        | 6         | Das Donaukrokodil          | 22. Jan. 2004               | Michael Riebl     | Susanne Freund           |
| 109        | 7         | Eine Tote hinter Gittern   | 29. Jan. 2004               | Hans Werner       | Peter Moser              |
| 110        | 8         | Nina um Mitternacht        | 5. Feb. 2004                | Hans Werner       | Peter Hajek, Peter Moser |
| 111        | 9         | Schnappschuss              | 19. Feb. 2004               | Andreas Prochaska | Ralf Kinder              |
| 112        | 10        | Die Leiche lebte noch      | 26. Feb. 2004               | Gerald Liegel     | Peter Hajek, Peter Moser |
| 113        | 11        | Hexen und andere Frauen    | 4. März 2004                | Gerald Liegel     | Karl Benedikter          |
| 114        | 12        | Ein Toter und ein Baby     | 11. März 2004               | Gerald Liegel     | Bernhard Schärfl         |
| 115        | 13        | Sein letzter Sonntag       | 18. März 2004               | Andreas Prochaska | Susanne Freund           |

## Staffel 10
| Nr. (ges.) | Nr. (St.) | Originaltitel              | Erstausstrahlung Österreich | Regie             | Drehbuch                       |
| ---------- | --------- | -------------------------- | --------------------------- | ----------------- | ------------------------------ |
| 116        | 1         | E-Mail von der Mörderin    | 28. Sep. 2004               | Andreas Prochaska | Peter Hajek, Peter Moser       |
| 117        | 2         | Ein Mann ohne Gedächtnis   | 5. Okt. 2004                | Christian Görlitz | Michael Klette, Thomas Teubner |
| 118        | 3         | Endlich ist die Bestie tot | 12. Okt. 2004               | Christian Görlitz | Michael Klette, Thomas Teubner |
| 119        | 4         | Doping                     | 19. Okt. 2004               | Christian Görlitz | Peter Moser                    |

## Staffel 11
| Nummer (gesamt) | Nummer (Staffel) | Titel                               | Deutschsprachige Erstausstrahlung |
| 120             | 01               | Ein neuer Anfang (Comeback für Rex) | 30. Juni 2009 (ORF 1)             |
| 121             | 02               | Kaliber 7.65 (Comeback für Rex)     | 30. Juni 2009 (ORF 1)             |
| 122             | 03               | Chinesische Schatten                | 14. Juli 2009 (ORF 1)             |
| 123             | 04               | Tödliche Kritik                     | 28. Juli 2009 (ORF 1)             |
| 124             | 05               | Der schöne Schein                   | 8. September 2009 (ORF 1)         |
| 125             | 06               | Mutterliebe                         | 5. August 2009 (ORF 1)            |
| 126             | 07               | In vino veritas                     | 11. August 2009 (ORF 1)           |
| 127             | 08               | Ein Freund fürs Leben               | 24. September 2009 (ZDF)          |

## Staffel 12
| Nummer (gesamt) | Nummer (Staffel) | Titel                    | Deutschsprachige Erstausstrahlung |
| 128             | 01               | Rache für Barbara        | 1. Oktober 2009 (ZDF)             |
| 129             | 02               | Tod unter Delfinen       | 21. Juli 2009 (ORF 1)             |
| 130             | 03               | Freistunde               | 18. August 2009 (ORF 1)           |
| 131             | 04               | Familienbande            | 15. Mai 2010 (ZDF)                |
| 132             | 05               | Muttertag                | 1. September 2009 (ORF 1)         |
| 133             | 06               | Maskerade                | 5. Juni 2010 (ZDF)                |
| 134             | 07               | Die letzte Wette         | 12. Juni 2010 (ZDF)               |
| 135             | 08               | Mord ist Chefsache       | 19. Juni 2010 (ZDF)               |
| 136             | 09               | Die Farbe des Schweigens | 8. Mai 2010 (ZDF)                 |
| 137             | 10               | Der Grabräuber           | 26. Juni 2010 (ZDF)               |

## Staffel 13
| Nummer (gesamt) | Nummer (Staffel) | Titel                                   | Erstausstrahlung         |
| Pilotfilm       | 00               | Ein tödliches Match                     | 24. Mai 2010 (ORF 2)     |
| 138             | 01               | Die Hundefänger                         | 7. August 2010 (ZDF)     |
| 139             | 02               | Das letzte (große) Rennen               | 10. Juli 2010 (ZDF)      |
| 140             | 03               | Der Tote im Golfclub                    | 17. Juli 2010 (ZDF)      |
| 141             | 04               | Meine Band spielt Rock                  | 14. August 2010 (ZDF)    |
| 142             | 05               | Die Bombe                               | 21. August 2010 (ZDF)    |
| 143             | 06               | Gefährliche Freundschaft                | 28. August 2010 (ZDF)    |
| 144             | 07               | Das Geheimnis der Contessa (Schwestern) | 4. September 2010 (ZDF)  |
| 145             | 08               | Im Namen der Sterne                     | 11. September 2010 (ZDF) |
| 146             | 09               | Ein ungelöster Fall                     | 24. Juli 2010 (ZDF)      |
| 147             | 10               | Der Tote Maestro                        | 31. Juli 2010 (ZDF)      |
| 148             | 11               | Flucht ins Ungewisse                    | 18. September 2010 (ZDF) |
| 149             | 12               | Der Fluch des Caravaggio                | 25. September 2010 (ZDF) |

## Staffel 14
| Nummer (gesamt) | Nummer (Staffel) | Titel                      | Erstausstrahlung |
| 150             | 01               | Schatten der Vergangenheit |                  |
| 151             | 02               | Unter Wölfen               |                  |
| 152             | 03               | Gioco sottobanco           |                  |
| 153             | 04               | Una promessa dal passato   |                  |
| 154             | 05               | Vendetta                   |                  |
| 155             | 06               | Profondo blu               |                  |
| 156             | 07               | La casa degli spiriti      |                  |
| 157             | 08               | Tutto in una notte         |                  |
| 158             | 09               | Una vita per una vita      |                  |
| 159             | 10               | Il terzo uomo              |                  |
| 160             | 11               | Bandiera a mezz'asta       |                  |
| 161             | 12               | Sinfonia imperfetta        |                  |

## Staffel 15
| Nummer (gesamt) | Nummer (Staffel) | Titel                           | Erstausstrahlung |
| 162             | 01               | La tigre                        |                  |
| 163             | 02               | Superstar                       |                  |
| 164             | 03               | Un delitto quasi perfetto       |                  |
| 165             | 04               | Il tempo non guarisce le ferite |                  |
| 166             | 05               | Una voce nella folla            |                  |
| 167             | 06               | L’intruso                       |                  |
| 168             | 07               | Due uomini e un bebè            |                  |
| 169             | 08               | Blackout                        |                  |
| 170             | 09               | Un colpo al cuore               |                  |
| 171             | 10               | Il lato oscuro                  |                  |
| 172             | 11               | Il grigio                       |                  |
| 173             | 12               | Legami di sangue                |                  |

## Staffel 16
| Nummer (gesamt) | Nummer (Staffel) | Titel                     | Erstausstrahlung          |
| Pilotfilm       | 00               | Eiszeit                   | 21. Dezember 2013 (ORF 2) |
| 174             | 01               | Festa di laurea           |                           |
| 175             | 02               | Terzo tempo               |                           |
| 176             | 03               | Cioccolata amara          |                           |
| 177             | 04               | Wunderkammer              |                           |
| 178             | 05               | Lotta di classe           |                           |
| 179             | 06               | Tango assassino           |                           |
| 180             | 07               | Magic Land                |                           |
| 181             | 08               | Notte in bianco           |                           |
| 182             | 09               | A pezzi                   |                           |
| 183             | 10               | Gli artisti del rimorchio |                           |

## Staffel 17
| Nummer (gesamt) | Nummer (Staffel) | Titel                         | Erstausstrahlung |
| 184             | 01               | Fratelli                      |                  |
| 185             | 02               | Circolo vizioso               |                  |
| 186             | 03               | Sabbiature                    |                  |
| 187             | 04               | La madre di tutte le vendette |                  |
| 188             | 05               | 8 9 3                         |                  |
| 189             | 06               | Il codice Rex                 |                  |
| 190             | 07               | Soldato futuro                |                  |
| 191             | 08               | Il colore dell'acqua          |                  |
| 192             | 09               | N13                           |                  |
| 193             | 10               | L'iniziazione                 |                  |
| 194             | 11               | Alla luce del sole            |                  |
| 195             | 12               | Gli allegri bucanieri         |                  |

## Staffel 18
| Nummer (gesamt) | Nummer (Staffel) | Titel                            | Erstausstrahlung |
| 196             | 01               | Celeste                          |                  |
| 197             | 02               | Il cadavere scomparso            |                  |
| 198             | 03               | I giorni della mantide           |                  |
| 199             | 04               | Il calendario                    |                  |
| 200             | 05               | Gelosia                          |                  |
| 201             | 06               | Il pettirosso fantasma           |                  |
| 202             | 07               | Il sorriso del condannato        |                  |
| 203             | 08               | Ladri d'autore - prima parte -   |                  |
| 204             | 09               | Ladri d'autore - seconda parte - |                  |
| 205             | 10               | Effetto placebo                  |                  |
| 206             | 11               | Quarantena                       |                  |
| 207             | 12               | Stanza 110                       |                  |